# Macross Frontier Itsuwari no Uthahime
Macross Frontier Itsuwari no Utahime est un film japonais d'animation de science-fiction mecha et space opéra sorti en 2009. Il est dépendant d'un univers animé spécifique, dont le premier opus fut créé par le studio Nue et Shōji Kawamori en 1982 avec Macross, et qui est devenue avec le temps une saga culte. Ce film est une variation importante de la série télévisée Macross Frontier sortie en 2007 par le studio nippon Sathelight.
Il est également le premier des deux films produit par ce studio, et cela pour offrir une version différente de l'histoire d'origine.